# Carola Horstmann

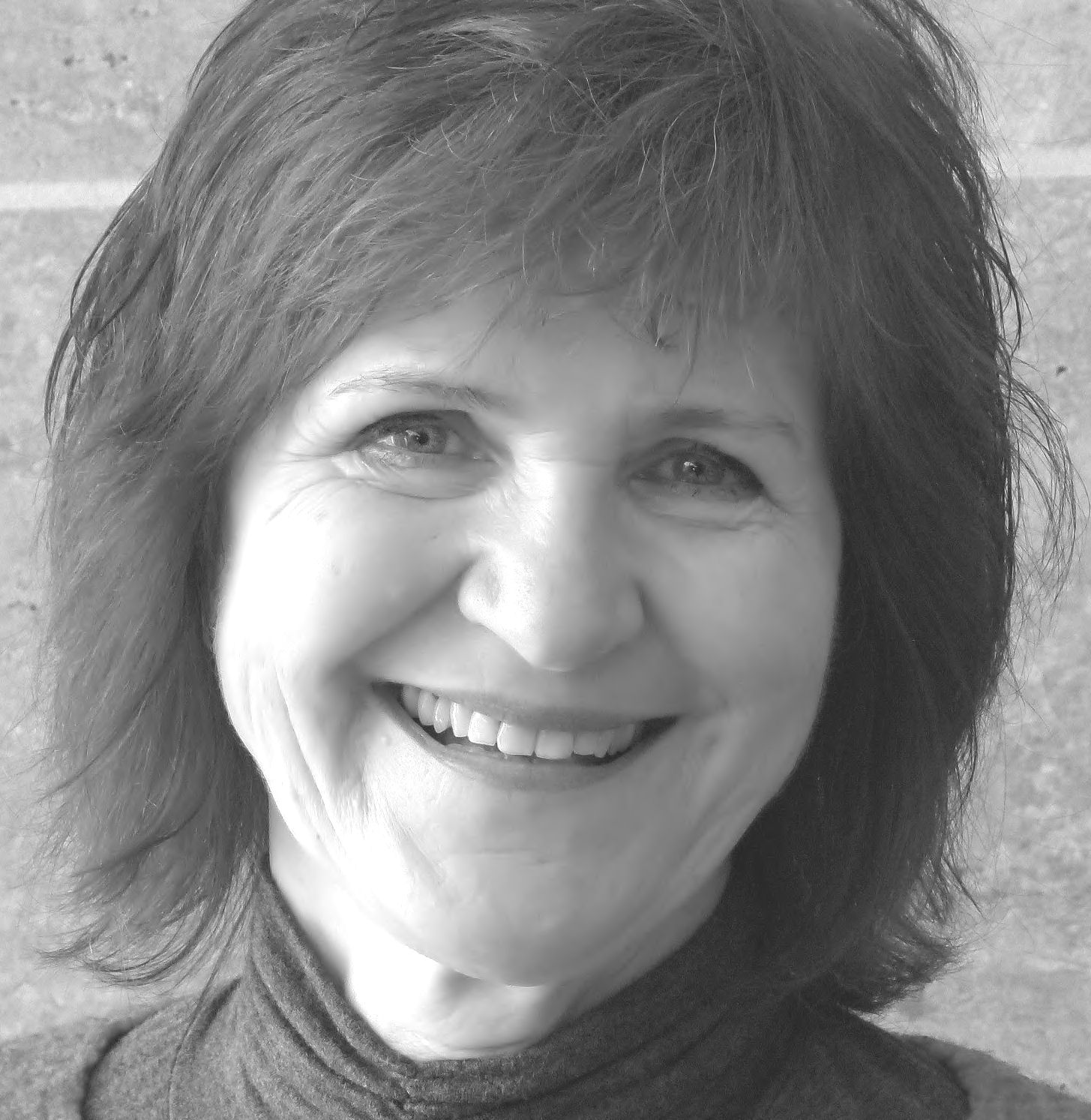
Carola Horstmann (2011)

Carola Horstmann (* 1948 in Zell i.W.) ist eine deutsche Autorin, die überwiegend in ihrer alemannischen Mundart schreibt.

## Leben
Nach dem Gymnasium und vier Semestern an der Basler Kunstgewerbeschule absolvierte Horstmann eine Ausbildung zur Krankenschwester an der Psychiatrischen Universitätsklinik Basel, studierte Musiktherapie in Wien und arbeitete einige Jahre als Musiktherapeutin. Mitte der 1990er Jahre begann sie mit dem Schreiben: Kindheitserinnerungen, Zeitungsartikel, Drehbücher, Kurzgeschichten. Seit 2003 schreibt sie in der hochalemannischen Mundart des Wiesentals, der Sprache ihrer Kindheit. Horstmann lebt heute in Denzlingen bei Freiburg, ist verheiratet und hat 3 Kinder.
Die Texte von Carola Horstmann finden sich in verschiedenen Anthologien. 2007 erschien ihr erstes Buch mit Kurzgeschichten auf alemannisch katzegrabschtai, gefördert vom Förderverein deutsche Schriftsteller in Baden-Württemberg. 2010 wirkte Carola Horstmann in Denzlingen im Rahmen des Literatursommers 2010 an einem Abend mit selbstverfassten szenischen Einlagen zu Johann Peter Hebel mit, u. a. mit dem kleinen Einakter Das Hexlein nach J.P. Hebels gleichnamigem Gedicht. 2011 erschien der Gedichtband däsche us schnee.
2015 erschien S Spinnlikind Rosetta – Das Spinnlein Rosetta, ein hochdeutsch-alemannisches Kinderbuch, von der Autorin selbst illustriert. 2015 folgte eine deutsch-englische Ausgabe des Buches unter dem Titel An Itsy-Bitsy Spider Named Rosetta – Das Spinnlein Rosetta. 2016 übertrug Horstmann Janoschs Oh wie schön ist Panama ins Alemannische.
2016 wurde das Gedicht Angscht (aus däsche us schnee) in den Dreyland-Dichterweg entlang des Rheins aufgenommen (Basel-Hüningen-Weil a.R.)2018 erschien das zweite, hochdeutsch-alemannische, von der Autorin illustrierte Kinderbuch: Bravo, Bruno! Wie d Traumschneckli e neui Heimet gfunde hän – Wie die Traumschnecken eine neue Heimat fanden.
Dezember 2022 erschien das dritte, hochdeutsch-alemannische, von der Autorin illustrierte Kinderbuch D Moolermuus – Die Maus des Malers.

## Auszeichnungen
- 2003 und 2004: Preisträgerin beim Literatur-Wettbewerb „Der Oberrheinische Rollwagen“.
- 2005: 1. Preis beim Literaturwettbewerb von Badische Zeitung, SWR und Muetterschproch-Gsellschaft für das Gedicht de Vulkan.
- 2006:  Arbeitsstipendium vom Förderkreis Deutsche Schriftsteller in Baden-Württemberg.
- 2011: Arbeitsstipendium vom Förderkreis Deutsche Schriftsteller in Baden-Württemberg.
- 2014: Arbeitsstipendium vom Förderkreis Deutsche Schriftsteller in Baden-Württemberg.
- 2015: 1. Preis beim Mundart-Literaturwettbewerb „Lahrer Murre“, in der Kategorie Prosa.
- 2023: Gewinnerin beim Alemannischen Poetry Slam in Titisee-Neustadt.[1]
- 2025: Arbeitsstipendium vom Förderkreis Deutsche Schriftsteller in Baden-Württemberg

## Werke

### Bücher
- Katzegrabschtai, Gutach Drey-Verlag, 2007, ISBN 978-3-933765-33-8
- Däsche us Schnee, Gutach Drey-Verlag, 2011, ISBN 978-3-933765-57-4
- S Spinnlikind Rosetta – Das Spinnlein Rosetta Edition Tintenfaß 2015, ISBN 978-3-943052-89-3
- An Itsy-Bitsy Spider Named Rosetta – Das Spinnlein Rosetta Edition Tintenfaß 2015, ISBN 978-3-943052-96-1
- Ooh, wie isch des schön, des Panama, (Übersetzung des Janosch-Klassikers ins Alemannische), Edition Tintenfaß 2016, ISBN 978-3-946190-23-3
- Bravo, Bruno! Wie d Traumschneckli e neui Heimet gfunde hän – Wie die Traumschnecken eine neue Heimat fanden. Selbstverlag ISBN 978-3-00-060440-9
- D Moolermuus – Die Maus des Malers. Edition Tintenfaß 2022, ISBN 978-3-98651-032-9

### Beiträge in Anthologien
- Alemannisch dichte, Rombach-Verlag 2006
- Wahrnehmung, Förderkreis deutscher Schriftsteller in Baden-Württemberg, 2007
- Freiburg und der Breisgau im Gedicht, Edition Isele, 2008
- I mag di mog di mig di, alemannische Liebesgedichte, Drey-Verlag 2009
- Stimm bruch, 10 alemannische Gedichte, Förderkreis deutscher Schriftsteller in Baden-Württemberg, 2010
- Les Galets du Rhin – Rheinkiesel; Anthologie Poétique de la Région des Trois Pays, 2012
- Was wir nicht sehen, 10 alemannische Gedichte, Förderkreis deutsche Schriftsteller in Baden-Württemberg, 2014

### CD
- Unter mine Füeß (2020): Gedichte und Erzählungen in hochalemannischer Sprache; musikalische Gestaltung und Produktion: Uli Führe